# Берестечко (корабель)
«‎Берестечко» — малий плавучий док проєкту СПД-201, який входив до складу Військово-Морських Сил України. Мав бортовий номер U949. Був названий на честь міста Берестечко.

## Історія
Плавучий док «‎ПД-23» був побудований в Миколаєві, став до ладу Чорноморського флоту в 1977 році. Під час розподілу Чорноморського флоту 1997 року, плавдок «‎ПД-23» відійшов Україні. Був перейменований та увійшов до складу ВМС України як «‎Берестечко» (бортовий U949). У 2007 був виключений зі складу ВМСУ і проданий судноплавної компанії «СТС» де він отримав свою колишню назву — «‎ПД-23». Потім плавдок був проданий ТОВ «‎Трал» (м.Керч), де наразі й знаходиться та використовується за прямим призначенням.